# La criatura (miniserie de 1998)
Criatura es una miniserie estadounidense de 1998 en 2 partes realizadas por Stuart Gillard  sobre un guion de Rockne S. O'Bannon.

## Ficha técnica
- Título original: Creature
- Título español: Criatura
- Realización: Stuart Gillard
- Guion: Rockne S. O'Bannon según Peter Benchley
- Fotografía: Thomas Burstyn
- Montaje: Rick Martin
- Música: John Van Tongeren
- Sociedad de producción: Hallmark Entertainment
- País de origen:  Estados Unidosborde|20x20px
- Idiom: inglés
- Formato: color - 1.33:1
- Género: fantasía
- Duración: 175 minutos
- Fechas de primeras difusiones :
  -  Estados Unidos 17 y 18 de mayo de 1998 en ABC.
  -  Francia 18 de noviembre de 1998 en M6.

## Reparto
- Craig T. Nelson: Dr. Simon Chase
- Kim Cattrall: Dr. Amanda Mayson
- Colm Feore: Aarón Richland
- Cress Williams : Tall Man
- Michael Reilly Burke : Adam Puckett
- Michael Michele: Tauna
- Matthew Carey: Maxwell Chase
- Megalyn Echikunwoke: Elizabeth
- Blu Mankuma: Rollie Gibson
- John Aylward: Ben Madiera
- Giancarlo Esposito: Thomas Peniston/Loup-Garou
- Gary Reineke: Dr. Ernest Bishop